# Pha Terrell

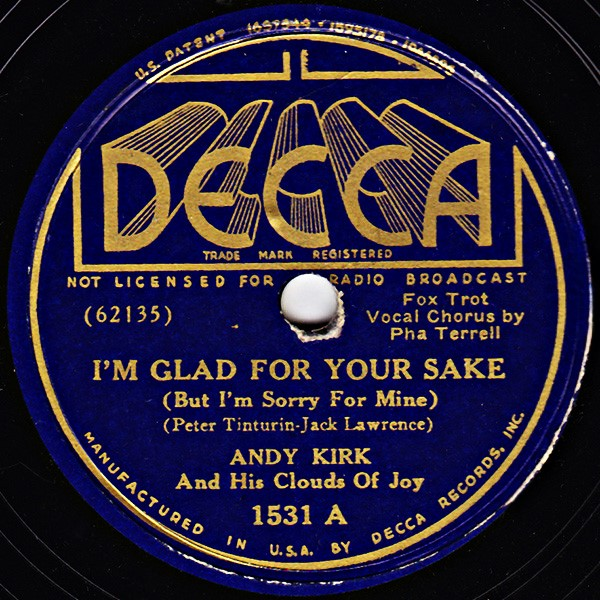
78-obrotowa płyta z utworem I'm Glad For Your Sake w wyk. Pha Terrella i orkiestry Andy’ego Kirka

Pha Elmer Terrell (ur. 25 maja 1910 w Kansas City w stanie Missouri, zm. 14 października 1945 w Los Angeles) – afroamerykański wokalista jazzowy.

## Życiorys
Jego rodzicami byli Alonzo i Ida Mae z d. Mitchell. Jako nastolatek należał do afroamerykańskiego gangu młodzieżowego. Mając szesnaście lat został skazany na cztery lata pozbawienia wolności za napady, m.in. na sklep spożywczy. Został jednak zwolniony przed terminem.
W 1929 ożenił się z Anną Mae Mattingly. Był od niej młodszy i co ważniejsze – zbyt młody, wg przepisów prawa, na zawarcie małżeństwa, więc przy sporządzaniu dokumentów podał się za trzy lata starszego. Małżeństwo było nieudane i po niedługim czasie zniknął z domu. Przez pewien okres nie wiadomo było, co się z nim działo. Na początku lat 30. jednak bywalcy nocnych klubów mogli go zobaczyć w roli śpiewaka, tancerza i konferansjera. W 1932 lub 1933 zauważył go bandlider Andy Kirk i zaangażował w swoim zespole The Twelve Couds of Joy. Śpiewał w nim od 1933 do 1941. Kiedy Kirk grał na saksofonie lub tubie, często przejmował od niego batutę dyrygenta. Nagrał ponad czterdzieści utworów, z których piosenki Until the Real Thing Comes Along (1936) i I Won’t Tell a Soul (I Love You) (1938) stały się przebojami. Jego oryginalny śpiew głosem falsetowym zapoczątkował nowy trend wokalny, który inspirował wielu ówczesnych śpiewaków rhythmabdbluesowych. Ślady jego wpływu pojawiają się nawet w wokalistyce współczesnych wykonawców R&B.
Po opuszczeniu zespołu Kirka wyjechał do Indianapolis, w którym wówczas kwitło życie jazzowe. Nawiązał współpracę z Denverem Fergusonem – ważnym tamtejszym biznesmenem, m.in. właścicielem klubu Sunset Terrace oraz firmy impresaryjnej Ferguson Brothers’ Talent Agency. W 1942 podjął pracę w znanej orkiestrze lokalnej, prowadzonej przez Clarence’a Love’a. Występował z nią zarówno na zakontraktowanych koncertach, jak i weselach oraz innych jednorazowych imprezach. Następnie dość często zmieniał pracę. Śpiewał z grupą The Carolina Cotton Pickers oraz w klubach w Detroit. W 1943, kiedy wciąż toczyła się II wojna światowa, nagrał kilka piosenek dla Air Force Recruiting Service (Służby Rekrutacyjnej  Sił Powietrznych Stanów Zjednoczonych). Rok później przyjechał do Los Angeles, gdyż zdecydował się podjąć na Zachodnim Wybrzeżu karierę solową. Niestety zdiagnozowana dwa lata wcześniej choroba nerek zniweczyła jego zamiary. Choć pozostawał pod kontrolą lekarzy, zmarł przedwcześnie w szpitalu Cedars of Lebanon w Hollywood. Miał 35 lat.

### Małżeństwa
Był trzykrotnie żonaty. Pierwszą wybranką była Anna Mae z d. Mattingly, którą poślubił 16 listopada 1929. Na temat jego drugiego małżeństwa brak dostępnych danych. Wg spisu powszechnego w 1940 pozostawał w stanie wolnym. Jego trzecią żoną została Carole z d. Morrisson, z którą pozostał do końca życia.